# Steven Vitória
Steven de Sousa Vitória (* 11. ledna 1987) je kanadský profesionální fotbalista, který hraje na pozici středního obránce za portugalský klub GD Chaves a kanadský národní tým.
Začínal v Portu, poté hrál za několik dalších klubů v Portugalsku v Primeira Lize a Segunda Lize, včetně ročního angažmá v Benfice. Profesionálně hrál také ve Spojených státech a Polsku.
Vitória je kanadský reprezentant, který debutoval v roce 2016 ve věku 29 let poté, co předtím reprezentoval Portugalsko na mládežnické úrovni. V letech 2017, 2021 a 2023 byl součástí týmů na Zlatém poháru CONCACAF, v roce 2021 se s týmem probojoval do semifinále a v roce 2022 se dostal i na Mistrovství světa ve fotbale.

## Mládí
Vitória se narodil v Torontu v kanadském Ontariu portugalským přistěhovalcům z Azor a hrál mládežnický fotbal za týmy Sudbury Lions, CS Azzurri, Mississauga Falcons, Dixie SC, Kleinburg-Nobleton SC a Glen Shields SC. V 17 letech se připojil k týmu Woodbridge Strikers, kde působil především jako útočník. Po odchodu ze země byl několikrát osloven, aby se objevil v mládežnických reprezentacích Kanady, ale pokaždé odmítl.

## Klubová kariéra

### Porto
Vitória podepsal smlouvu s FC Porto ve věku 18 let, kdy již hrál na pozici středního obránce. V následujících letech začal sérií hostování, začínal v GD Tourizense ve třetí lize, poté se připojil k SC Olhanense, kde strávil dva roky, a ve své druhé sezóně pomohl týmu z regionu Algarve postoupit do Primeira Ligy, kde se objevil v 18 zápasech, z toho v 15 v základní sestavě.
V sezóně 2009/10 Vitória pokračoval na hostování, tentokrát v týmu SC Covilhã v Segunda Lize. Svůj první oficiální zápas za svůj nový klub odehrál 2. srpna 2009 při výhře 1:0 nad AD Carregado v Taça da Lize.

### Estoril
V červenci 2010 Vitória přerušil veškeré styky s Portem a podepsal smlouvu s druholigovým GD Estoril Praia. Ve své první sezóně v nejvyšší soutěži 2012/13 odehrál 27 zápasů, vstřelil 11 gólů, skončil na devátém místě tabulky nejlepších střelců (osm gólů dal z penalt), pomohl svému týmu k pátému místu a kvalifikaci do Evropské ligy UEFA.

### Benfica
Vitória se jako volný hráč 16. června 2013 připojil k Benfice Lisabon, kde podepsal čtyřletou smlouvu. Den podpisu označil za "nejdůležitější a nejšťastnější den svého života". Jeho jediné ligové vystoupení se odehrálo v poslední den sezóny, jelikož klub byl již korunován mistrem, při prohře 2:1 na hřišti bývalého týmu Porto odehrál celých 90 minut.
Vitória byl nevyužitým náhradníkem při prohře Benfiky ve finále Evropské ligy se Sevillou na penalty. Poté, co nebyl spokojen se svým postavením v klubu, se stal cílem Realu Betis a CS Marítimo.
Dne 9. února 2015 byl Vitória zapůjčen na jednu sezónu do týmu Philadelphia Union, hrající Major League Soccer. Svůj první gól za tým vstřelil ve svém rodném městě při venkovní porážce 1:3 s Torontem FC a byl propuštěn v prosinci poté, co klub odmítl uplatnit opci na prodloužení smlouvy.

### Lechia Gdańsk
Vitória přestoupil do Lechie Gdańsk 17. srpna 2016 a podepsal tříletou smlouvu. Debutoval 21. září, kdy odehrál celé prohrané osmifinále v penaltovém rozstřelu s Puszczou Niepołomice v Polském poháru (1:1 po 120 minutách).

### Moreirense
Vitória se vrátil do Portugalska, když 4. července 2019 podepsal smlouvu s klubem Moreirense FC, kde souhlasil s tříletou smlouvou. Svůj debut si odbyl 11. srpna, kdy odehrál celý prohraný zápas výsledkem 1:3 na hřišti SC Braga. Svůj první gól vstřelil 2. listopadu při domácí remíze 1:1 s Vitórií SC.

### Chaves
Dne 4. července 2022 se 35letý Vitória po sestupu připojil k nově postoupivšímu klubu GD Chaves za nezveřejněnou částku. Svůj první gól vstřelil 27. srpna, když prudkou dalekonosnou hlavičkou otevřel skóre 2:0 na hřišti Sportingu CP. Se sedmi góly vedl tabulku střelců týmu spolu s Héctorem Hernándezem a dovedl klub k sedmému místu v tabulce portugalské ligy.

## Reprezentační kariéra

### Portugalsko
V roce 2006 reprezentoval Portugalsko na Lusophony Games v Macau, v tomtéž roce na Mistrovství Evropy ve fotbale hráčů do 19 let v Polsku a v roce 2007 na Mistrovství světa ve fotbale do 20 let ve své rodné zemi. Na světovém turnaji byl u prohry 2:1 ve skupinové fázi s Gambií.

### Kanada
V září 2012, aniž by se dostal na seniorskou mezinárodní úroveň, 25letý Vitória zvažoval změnu příslušnosti ke Kanadě. V lednu 2016 přijal pozvání do reprezentace pro přátelské utkání proti Spojeným státům 5. února a odehrál celých 90 minut při porážce 0:1 v Home Depot Center. Svůj první gól vstřelil 6. října, kdy pomohl k přátelské výhře 4:0 nad Mauritánií.
Vitória byla v letech 2017 a 2021 jmenována do kanadských týmů pro Zlatý pohár CONCACAF. Na druhém turnaji dovedl tým jako kapitán do semifinále, kde tým prohrál v Houstonu s Mexikem 1:2. Tento zápas si ovšem Vitória nezahrál, protože byl vykartován.
V listopadu 2022 byl Vitória zařazen do týmu pro Mistrovství světa ve fotbale 2022. Na turnaji debutoval ve věku 35 let při prohře 0:1 s Belgií.
V červnu 2023 byl Vitória vybrán do play-off Ligy národů CONCACAF 2022/23. Později téhož měsíce se dostal do finálního 23členného týmu, který se měl objevit na Zlatém poháru CONCACAF 2023. Ve čtvrtfinále proti Spojeným státům v Cincinnati vyrovnal v nastaveném čase na 1:1, ale jeho pokus v rozstřelu při kanadské porážce chytil Matt Turner.

## Styl hry
Vitória je známý svými schopnostmi hlavičkovat a skórovat, zejména při pokutových kopech a volných kopech.

## Statistiky

### Klubové
Platí k zápasu hranému 27. května 2023.
| Klub                           | Sezóna            | Liga              | Liga   | Liga | Národní pohár | Národní pohár | Ligový pohár | Ligový pohár | Ostatní | Ostatní | Celkově | Celkově |
| Klub                           | Sezóna            | Soutěž            | Zápasy | Góly | Zápasy        | Góly          | Zápasy       | Góly         | Zápasy  | Góly    | Zápasy  | Góly    |
| ------------------------------ | ----------------- | ----------------- | ------ | ---- | ------------- | ------------- | ------------ | ------------ | ------- | ------- | ------- | ------- |
| Porto                          | 2006–07           | Primeira Liga     | 0      | 0    | 0             | 0             | 0            | 0            | 0       | 0       | 0       | 0       |
| Tourizense (hostování)         | 2006–07           | Segunda Divisão   | 11     | 2    | 0             | 0             | 0            | 0            | —       | —       | 11      | 2       |
| Olhanense (hostování)          | 2007–08           | Segunda Liga      | 17     | 0    | 1             | 0             | 2            | 0            | —       | —       | 20      | 0       |
| Olhanense (hostování)          | 2008–09           | Segunda Liga      | 18     | 1    | 6             | 0             | 1            | 0            | —       | —       | 25      | 1       |
| Olhanense (hostování)          | Celkově           | Celkově           | 35     | 1    | 7             | 0             | 3            | 0            | 0       | 0       | 45      | 1       |
| Covilhã (hostování)            | 2009–10           | Segunda Liga      | 24     | 1    | 0             | 0             | 4            | 0            | —       | —       | 28      | 1       |
| Estoril                        | 2010–11           | Segunda Liga      | 25     | 1    | 0             | 0             | 5            | 0            | —       | —       | 30      | 1       |
| Estoril                        | 2011–12           | Segunda Liga      | 27     | 7    | 2             | 1             | 7            | 2            | —       | —       | 36      | 10      |
| Estoril                        | 2012–13           | Primeira Liga     | 27     | 11   | 0             | 0             | 3            | 2            | —       | —       | 30      | 13      |
| Estoril                        | Celkově           | Celkově           | 79     | 19   | 2             | 1             | 15           | 4            | 0       | 0       | 96      | 24      |
| Benfica B                      | 2013–14           | Segunda Liga      | 7      | 3    | —             | —             | —            | —            | —       | —       | 7       | 3       |
| Benfica                        | 2013–14           | Primeira Liga     | 1      | 0    | 1             | 0             | 3            | 0            | 0       | 0       | 5       | 0       |
| Benfica                        | 2014–15           | Primeira Liga     | 0      | 0    | 0             | 0             | 0            | 0            | 0       | 0       | 0       | 0       |
| Benfica                        | 2015–16           | Primeira Liga     | 0      | 0    | 0             | 0             | 0            | 0            | 0       | 0       | 0       | 0       |
| Benfica                        | Celkově           | Celkově           | 1      | 0    | 1             | 0             | 3            | 0            | 0       | 0       | 5       | 0       |
| Philadelphia Union (hostování) | 2015              | MLS               | 18     | 1    | 0             | 0             | —            | —            | —       | —       | 18      | 1       |
| Lechia Gdańsk                  | 2016–17           | Ekstraklasa       | 8      | 0    | 1             | 0             | —            | —            | —       | —       | 9       | 0       |
| Lechia Gdańsk                  | 2017–18           | Ekstraklasa       | 14     | 1    | 1             | 0             | —            | —            | —       | —       | 15      | 1       |
| Lechia Gdańsk                  | 2018–19           | Ekstraklasa       | 15     | 1    | 5             | 1             | —            | —            | —       | —       | 20      | 2       |
| Lechia Gdańsk                  | Celkově           | Celkově           | 37     | 2    | 7             | 1             | 0            | 0            | 0       | 0       | 44      | 3       |
| Moreirense                     | 2019–20           | Primeira Liga     | 19     | 5    | 1             | 0             | 1            | 0            | —       | —       | 21      | 5       |
| Moreirense                     | 2020–21           | Primeira Liga     | 19     | 3    | 3             | 1             | 0            | 0            | —       | —       | 22      | 4       |
| Moreirense                     | 2021–22           | Primeira Liga     | 18     | 2    | 1             | 1             | 0            | 0            | 1       | 0       | 20      | 3       |
| Moreirense                     | Celkově           | Celkově           | 56     | 10   | 5             | 2             | 1            | 0            | 1       | 0       | 63      | 12      |
| Chaves                         | 2022–23           | Primeira Liga     | 31     | 7    | 1             | 1             | 1            | 0            | —       | —       | 33      | 8       |
| Celkově v kariéře              | Celkově v kariéře | Celkově v kariéře | 299    | 46   | 23            | 5             | 27           | 4            | 1       | 0       | 350     | 55      |

### Reprezentační
Platí k zápasu hranému 22. listopadu 2023.
| Národní tým | Rok     | Zápasy | Góly |
| ----------- | ------- | ------ | ---- |
| Kanada      | 2016    | 5      | 1    |
| Kanada      | 2017    | 5      | 0    |
| Kanada      | 2018    | 0      | 0    |
| Kanada      | 2019    | 4      | 1    |
| Kanada      | 2020    | 0      | 0    |
| Kanada      | 2021    | 14     | 0    |
| Kanada      | 2022    | 10     | 2    |
| Kanada      | 2023    | 8      | 1    |
| Celkově     | Celkově | 46     | 5    |

#### Reprezentační góly
Skóre a výsledky Kanady jsou vždy zapsány jako první. Góly Stevena Vitórii jsou zvýrazněny.
| Gól | Datum              | Místo                                              | Soupeř     | Skóre | Výsledek                 | Soutěž                       |
| --- | ------------------ | -------------------------------------------------- | ---------- | ----- | ------------------------ | ---------------------------- |
| 1.  | 6. října 2016      | Stade de Marrakech, Marrákeš, Maroko               | Mauritánie | 2:0   | 4:0                      | Přátelský zápas              |
| 2.  | 15. listopadu 2019 | Exploria Stadium, Orlando, Spojené státy americké  | USA        | 1:3   | 1:4                      | Liga národů CONCACAF 2019/20 |
| 3.  | 9. června 2022     | BC Place Stadium, Vancouver, Kanada                | Curaçao    | 2:0   | 4:0                      | Liga národů CONCACAF 2022/23 |
| 4.  | 17. listopadu 2022 | Al Maktoum Stadium, Dubaj, Spojené arabské emiráty | Japonsko   | 1:1   | 2:1                      | Přátelský zápas              |
| 5.  | 9. července 2023   | TQL Stadium, Cincinnati, Spojené státy americké    | USA        | 1:1   | 2:2 (2:3) (po penaltách) | Zlatý pohár CONCACAF 2023    |

## Úspěchy
Olhanense
- Segunda Liga: 2008/09

Estoril
- Segunda Liga: 2011/12

Benfica
- Primeira Liga: 2013/14
- Taça de Portugal: 2013/14
- Taça da Liga: 2013/14
- Poražený finalista Evropské ligy UEFA: 2013/14

Lechia Gdańsk
- Polský pohár: 2018/19

Kanada
- Poražený finalista Ligy národů CONCACAF: 2022/23

Individuální
- Nejlepší jedenáctka Ligy národů CONCACAF: 2022/23